# غريغ سميث (لاعب اتحاد الرغبي)
غريغ سميث (بالإنجليزية: Greg Smith)‏ هو مدرب رياضي أسترالي، ولد في 1949، وتوفي في 3 سبتمبر 2002.